# Fore
Die Fore sind eine Ethnie in Papua-Neuguinea.
Das Volk der Fore lebt im Okapa-Distrikt der Eastern Highlands Province, Papua-Neuguinea, und zählt geschätzte 20.000 Mitglieder. Ihr Siedlungsgebiet von etwa 950 Quadratkilometern grenzt im Norden an das Kraetkegebirge und im Westen und Südwesten an die Flüsse Yani und Lamari. Die Ethnie wird durch das Wanevinti-Gebirge in die Nord-Fore und Süd-Fore geteilt. Sie leben in Weilern mit einer Bevölkerung von 70 bis 120 Personen. In unmittelbarer Nachbarschaft leben die Anga, Awa und Gimi. Bei ihren Nachbarn stehen die Fore im Ruf, machtvolle Zauberer zu sein.
Die Fore betreiben hauptsächlich Landwirtschaft durch Brandrodung (Süßkartoffel, Yams, Taro, Bananen und Zuckerrohr) und Schweinezucht. Fore-Frauen sind vom Verzehr von Schweinefleisch völlig ausgeschlossen und sind darauf verwiesen, den Haushalt von tierischen Proteinen über Frösche, Insekten und Kleintiere zu decken.
Gesellschaftlich leben sie exogam. Ihre Sprache kennt drei Dialekte und gehört zu den Ost-Neuguinea-Hochland-Sprachen.
Die Fore wurden weltweit vor allem durch die Mitte des 20. Jahrhunderts ausgebrochene Prionenkrankheit Kuru bekannt, die das Volk im Zeitraum der 1950er bis 1970er Jahre dezimierte. Betroffen waren insbesondere die Frauen des Volkes. Heute wird davon ausgegangen, dass der von den Fore praktizierte rituelle Verzehr von Fleisch verstorbener Stammesangehöriger (Endokannibalismus) Ursache für die Übertragung des Erregers und die regional begrenzte Verbreitung der Krankheit war. Männer, die den größten Teil tierischer Nahrungsmittel für sich beanspruchten, waren auf derartige Eiweißquellen nicht angewiesen und blieben daher besser verschont. Mit dem Verbot des Kannibalismus ab 1954 starb auch die Krankheit im weiteren Verlauf praktisch aus.
Eingehende Studien zum Sozialstatus der Fore sowie zur Kuru-Endemie nahm die Ethnologin Shirley S. Lindenbaum ab den frühen 1970er Jahren vor, festgehalten in ihrem 1979 erschienenen Buch Kuru sorcery.